# Chelmondiston
Chelmondiston ist ein Dorf und eine Verwaltungseinheit im District Babergh in der Grafschaft Suffolk, England. Chelmondiston ist 8,4 km von Ipswich entfernt. Im Jahr 2022 hatte es eine Bevölkerung von 1026.